# Achillea alpina
Achillea alpina es una especie perteneciente a la familia de las asteráceas. 

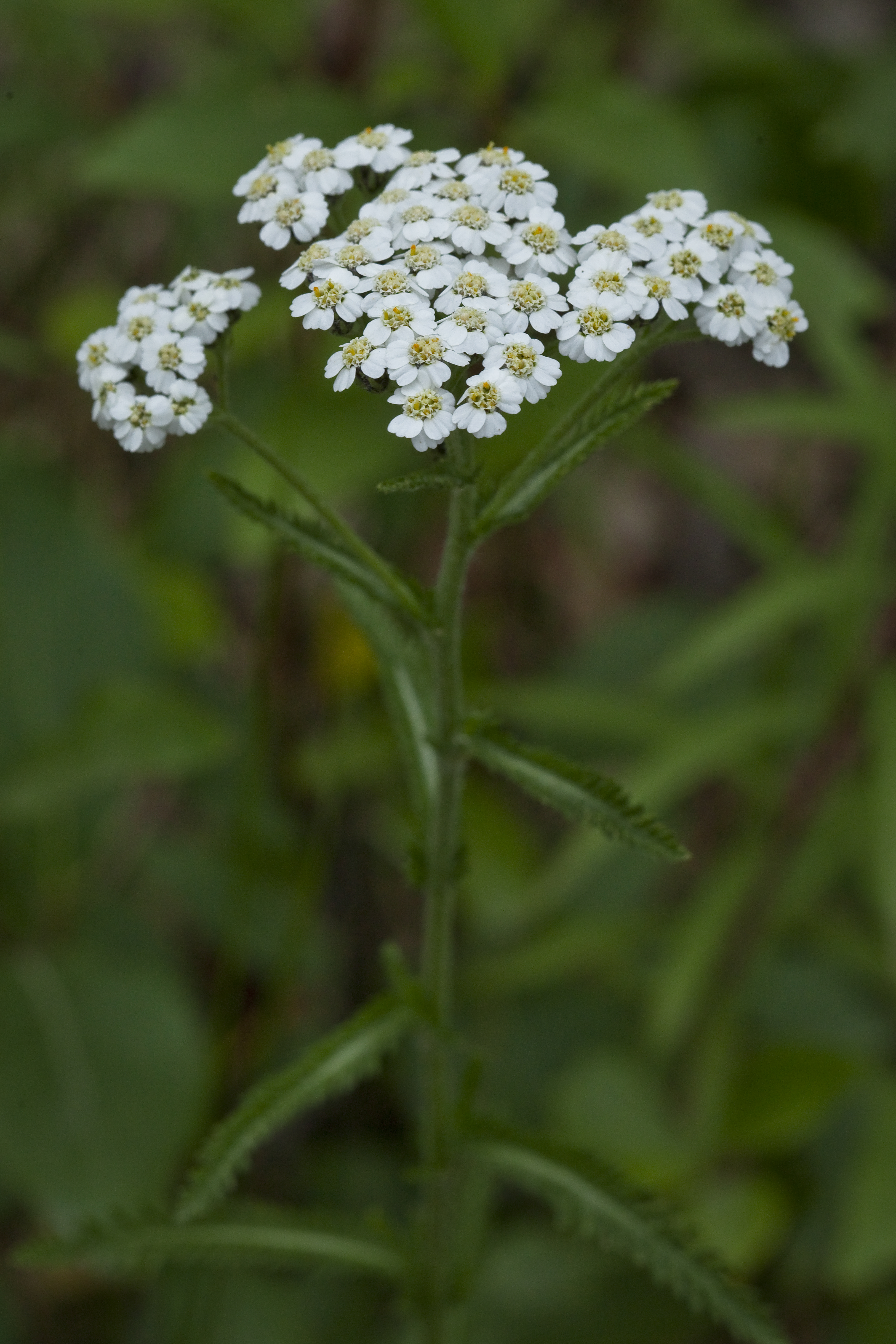
Vista de la planta

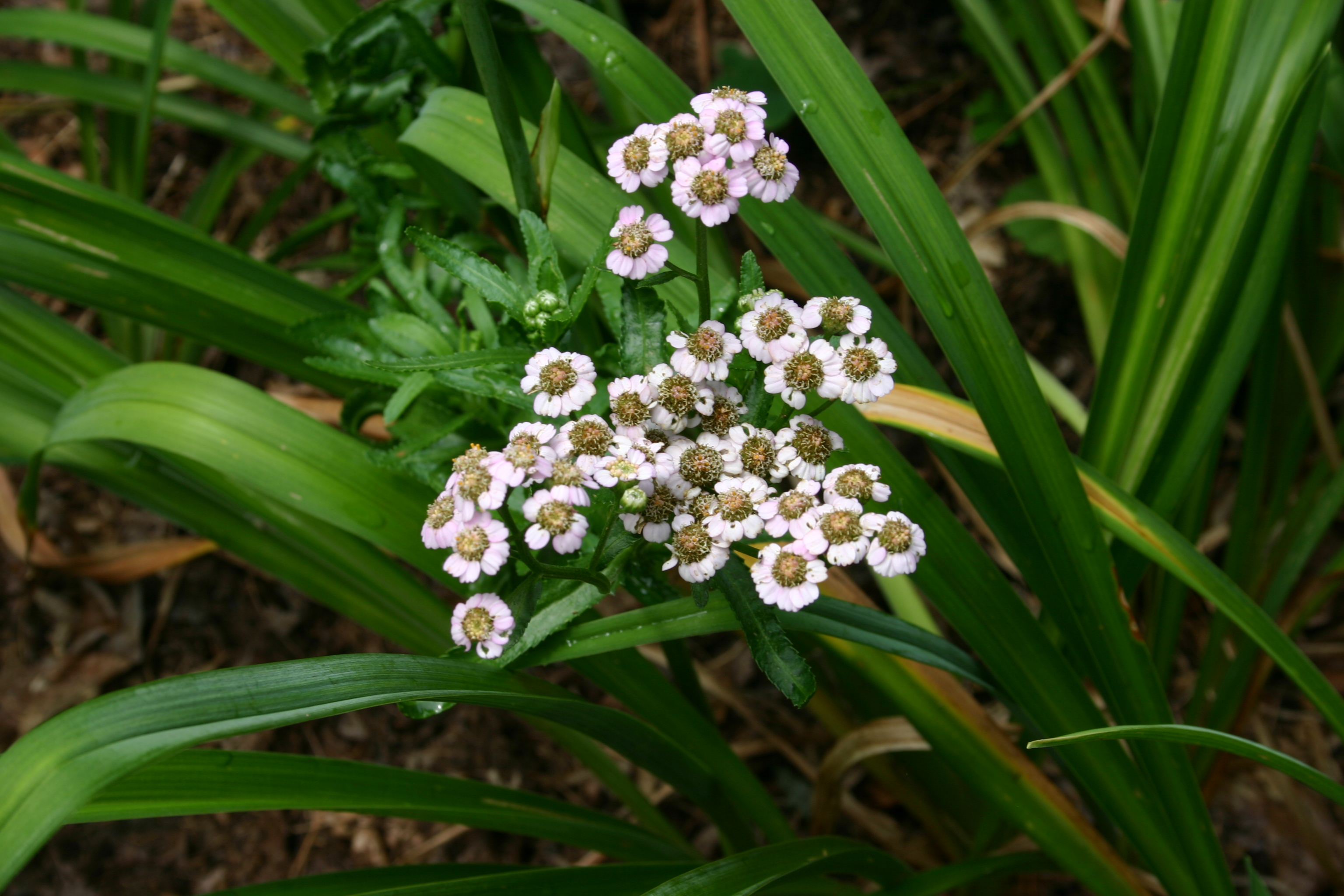
Flores

## Descripción
Son plantas perennes, que alcanzan un tamaño de 50-80 cm (fibrosas arraigados y rizomatosa) Los tallos erguidos, ramificados o no ramificado distal. Hojas sésiles;  lineal-lanceoladas a oblongo-lanceoladas, de 5-10 cm × 4-8 mm, (márgenes aserrados a doblemente aserrados). Inflorescencias de 10-25 + flores, simples o compuestas, matrices corimbiformes, con 20-30 filarios en ± 3 series, (verde claro, márgenes de marrón claro a oscuro, nervio central verde o amarillo-verde oscuro) lanceoladas a oblanceolada. Rayos florales 6-8 (-12), pistiladas, fértiles; corolas blancas, láminas de 01.03 × 02.03 mm. Los floretes del disco 25-30 +; corolas de color grisáceo o blanco amarillento, de 2-3 mm, cipselas 2,5 mm. Tiene un número de cromosomas de 2 n = 36.

## Distribución y hábitat
Tiene una floración temprana en julio principios de septiembre, en los bordes de bosque, bordes de carreteras, orillas de los lagos, a lo largo de los arroyos, humedales; a una altitud de 100-600 metros. En el norte de Norteamérica y en Asia.

## Taxonomía
Achillea alpina fue descrita por Carlos Linneo y publicado en Species Plantarum 2: 899. 1753.
Etimología
Achillea nombre genérico nombrado en honor de Aquiles. Se ha indicado también que el nombre, más específicamente, proviene de la guerra de Troya, donde Aquiles curó a muchos de sus soldados y al propio rey Télefo, rey de Micenas, utilizando el poder que la milenrama tiene para detener las hemorragias.
alpina: epíteto latino que significa "alpina, que encuentra en las montañas".
Variedades aceptadas
- Achillea alpina subsp. camtschatica (Heimerl) Kitam.
- Achillea alpina var. discoidea (Regel) Kitam.
- Achillea alpina subsp. japonica (Heimerl) Kitam.
- Achillea alpina subsp. pulchra (Koidz.) Kitam.
- Achillea alpina subsp. subcartilaginea (Heimerl) Kitam.

Sinonimia
- Achillea angustifolia Salisb.
- Achillea bocconii W.D.J.Koch
- Achillea cristata Willd.
- Achillea denticulata Besser ex Heimerl
- Achillea depressa Fisch. ex Herder
- Achillea mongolica Fisch. ex Spreng.
- Achillea multiflora Hook.
- Achillea punctata Moench
- Achillea ramosissima Moench
- Achillea sibirica Ledeb.
- Achillea sibirica subsp. mongolica (Fisch. ex Spreng.) Heimerl
- Achillea sibirica var. sibirica
- Achillea squarrosa Hassk.
- Achillea subcartilaginea (Heimerl) Heimerl
- Ptarmica mongolica (Fisch. ex Spreng.) DC.
- Ptarmica sibirica Ledeb.[6]